# Скалин, Игорь Анатольевич
Игорь Анатольевич Скалин (12 января 1970 года, Сочи, СССР) — советский и российский яхтсмен, серебряный призёр летних Олимпийских игр 1996. Чемпион мира и Европы. Заслуженный мастер спорта. Воспитанник СДЮШОР «Водник», Москва. Тренер — Ванин Сергей Николаевич.
Серебро, завоёванное в 1996 году в Атланте Георгием Шайдуко, Игорем Скалиным и Дмитрием Шабановым в классе «Солинг», является второй наградой России в парусном спорте за всю историю Олимпийских игр.

## Награды
- Благодарность Президента Российской Федерации (6 января 1997) — за высокие спортивные достижения на XXVI летних Олимпийских играх 1996 года[3]